# Ustawa o pomocy społecznej (2004)
Ustawa z dnia 12 marca 2004 r. o pomocy społecznej (u.p.s.) – ustawa uchwalona przez Sejm, regulująca kwestie prawne związane z pomocą społeczną.
Ustawa określa:
- zadania w zakresie pomocy społecznej
- rodzaje świadczeń z pomocy społecznej oraz zasady i tryb ich udzielania
- organizację pomocy społecznej
- zasady i tryb postępowania kontrolnego w zakresie pomocy społecznej.

Ustawa stanowi, że pomoc społeczna jest instytucją polityki społecznej państwa, mającą na celu umożliwienie osobom i rodzinom przezwyciężanie trudnych sytuacji życiowych, których nie są one w stanie pokonać, wykorzystując własne uprawnienia, zasoby i możliwości.

## Nowelizacje
Ustawę znowelizowano wielokrotnie. Ostatnia zmiana weszła w życie w 2025 roku.